# Ford GT (GT1)
Chronologie des modèles
Ford GT (GT2) Ford GT (GTE)
La Ford GT (également appelée Ford GT1, ou encore Ford GT GT1) est une voiture de course développée et construite par la société suisse Matech Concepts. Elle est dérivée du modèle routier de la Ford GT d'où elle tire son nom.

## Conception
Dans un premier temps, Matech Concept fabrique la Ford GT pour l'équipe Matech Competition, société sœur. La Ford GT sera ensuite exploitée par d'autres équipes, notamment le Marc VDS Racing Team,. L'homologation en catégorie GT1 permet d'engager la voiture dans de nombreux championnats.